# Hrušanj
Hrušanj (cyr. Хрушањ) – wieś w Bośni i Hercegowinie, w Republice Serbskiej, w gminie Novo Goražde. W 2013 roku liczyła 15 mieszkańców.